# Урпія
У́рпія (рос. Урпия) — село у складі Орського міського округу Оренбурзької області, Росія.

## Населення
Населення — 101 особа (2010; 111 у 2002).
Національний склад (станом на 2002 рік):
- росіяни — 70 %